# ケイディ・バレ
ケイディ・バレ（Keidi Bare、1997年8月28日 - ）は、アルバニア・フィエル出身のサッカー選手。レアル・サラゴサ所属。ポジションはMF。アルバニア代表。

## クラブ経歴
2013-14シーズン、アルバニア1部リーグに在籍するFKアポロニア・フィエルでプロデビューを果たした。
2013年、ジョージアのトビリシにて行われたユース大会で最優秀MFに選ばれたことで、2013年12月26日、アトレティコ・マドリードに移籍した。
2014年の1月、コパ・デル・レイのUDラス・パルマスを戦うアトレティコ・マドリードのトップチームに招集された。その試合では、試合終了間際にアンヘル・コレアとの交代でトップチームデビューを飾った。これ以降トップチームでの出場機会はなかったが、Bチームでは中心選手として活躍。Bチームのセグンダ・ディビシオンB昇格に貢献した。
2018年8月31日、マラガCFに移籍した。
2020年9月22日、セグンダ・ディビシオンのRCDエスパニョールと4年契約を交わした。

## 代表経歴
アルバニア代表としてU-17、U-19、U-21に出場した。
2017年3月28日、ジャンニ・デ・ビアージ率いるアルバニアA代表に招集され、ノルウェー代表戦でデビューを果たした。